# Cold call
Cold call (otrocký překlad z angličtiny je studený hovor) je pojem z obchodního marketingu, který vyjadřuje část práce obchodníka, který volá na staré kontakty, se kterými již neudržuje aktivní kontakt, se snahou zjistit aktuální stav volaného a prodat mu další službu nebo zboží. Této metodě se také říká "prodej přes telefon" a slouží jako prostředek telemarketingu. Podnikatelé tuto metodu volí v krajní situaci, když už neexistuje dostatek aktuálně "živých" kontaktů a je potřeba zvyšovat prodeje.

## Evoluce
Cold call vznikl jako prodejní metoda současně s nástupem mobilních telefonů, který umožnil jednotlivé zákazníky oslovit prakticky okamžitě.
V minulosti, když ještě neexistovalo mnoho telefonních čísel, fungovaly automaty pro vytáčení tak, že zkoušely náhodně čísla, případně zkoušely volat hromadně na čísla podle intervalu. Tento přístup ale již nelze používat, protože zasahuje do soukromí uživatelů a je potřeba nejprve získat jejich souhlas v souladu s GDPR.
V minulosti obchodníci používali konkrétní pokyny, které musí hovor splňovat, aby se zvýšila šance k prodeji (tzv. closing). Tyto pokyny, které Wendy Weissová označila za mylné představy, byly následující:
- Čím více obchodník volá, tím více prodejů se uskuteční
- Potenciální zákazník je libovolné číslo v telefonním seznamu
- Cvičení dělá mistra
- Manipulace je klíčová
- Vždy uzavírejte obchody (prodejte)